# Estadio Francisco I. Madero
Das Estadio Francisco I. Madero ist ein Baseballstadion in Saltillo im mexikanischen Bundesstaat Coahuila. Das Stadion wurde im Januar 1964 eröffnet. 

## Nutzung
Das Estadio Francisco I. Madero wird hauptsächlich für Baseballspiele genutzt. Das professionelle Baseballteam Saraperos de Saltillo aus der Liga Mexicana de Béisbol, trägt seine Heimspiele seit 1970 im Stadion aus. In den Jahren 1986 und 2002 fand im Stadion jeweils das All-Star Game der LMB statt. Zudem trafen die Nationalmannschaften von Mexiko und Kuba im Francisco I. Madero 2002 aufeinander.
Seit 2022 nutzt auch das American-Football-Team Dinos de Saltillo das Stadion für ihre Heimspiele in der Liga de Fútbol Americano Profesional (LFA).